# Zuriko Dawitaszwili
Zuriko Dawitaszwili (gruz. ზურიკო დავითაშვილი; ur. 15 lutego 2001 w Tbilisi) – gruziński piłkarz grający na pozycji ofensywnego pomocnika. Od 2023 jest piłkarzem klubu Bordeaux.

## Kariera klubowa
Swoją karierę piłkarską Dawitaszwili rozpoczął w 2013 roku w juniorach klubu Dinamo Tbilisi. W 2017 roku awansował do kadry pierwszej drużyny Dinama. 29 września 2017 zadebiutował w jego barwach w pierwszej lidze gruzińskiej w zremisowanym 1:1 wyjazdowym meczu z Kolcheti-1913 Poti. W sezonie 2017 wywalczył z Dinamem wicemistrzostwo Gruzji.
Na początku 2018 roku Dawitaszwili przeszedł do Lokomotiwi Tbilisi. Swój debiut w nim zaliczył 5 marca 2018 w przegranym 1:2 domowym meczu z SK Samtredia. W zespole Lokomotiwi grał do połowy 2019 roku.
W lipcu 2019 roku Dawitaszwili został zawodnikiem Rubinu Kazań. Swój debiut w nim zanotował 15 lipca 2019 w zremisowanym 1:1 wyjazdowym spotkaniu z Lokomotiwem Moskwa. W Rubinie spędził rok.
20 sierpnia 2020 Dawitaszwili został wypożyczony z Rubinu do Rotoru Wołgograd. W Rotorze zadebiutował 22 sierpnia 2020 w przegranym 1:2 domowym meczu z PFK Soczi. W sezonie 2020/2021 spadł z Rotorem do Pierwyj diwizion.
21 lipca 2021 Dawitaszwili przeszedł na zasadzie wolnego transferu do Arsienału Tuła. Swój debiut w Arsienale zaliczył 25 lipca 2021 w przegranym 1:3 wyjazdowym meczu z Lokomotiwem Moskwa.
| Sezon   | Klub               | Kraj   | Rozgrywki     | Mecze | Gole |
| ------- | ------------------ | ------ | ------------- | ----- | ---- |
| 2017    | Dinamo Tbilisi     | Gruzja | Erownuli Liga | 6     | 0    |
| 2018    | Lokomotiwi Tbilisi | Gruzja | Erownuli Liga | 19    | 3    |
| 2019    | Lokomotiwi Tbilisi | Gruzja | Erownuli Liga | 10    | 0    |
| 2019/20 | Rubin Kazań        | Rosja  | Priemjer-Liga | 26    | 2    |
| 2020/21 | Rubin Kazań        | Rosja  | Priemjer-Liga | 2     | 0    |
| 2020/21 | Rotor Wołgograd    | Rosja  | Priemjer-Liga | 20    | 0    |

## Kariera reprezentacyjna
Dawitaszwili grał w młodzieżowych reprezentacjach Gruzji na szczeblach U-17, U-19 i U-21. W reprezentacji Gruzji zadebiutował 5 września 2019 w zremisowanym 2:2 towarzyskim meczu z Koreą Południową, rozegranym w Stambule. 8 września 2021 w przegranym 1:4 towarzyskim meczu z Bułgarią strzelił swojego pierwszego gola w kadrze narodowej.

## Odznaczenia
- Order Honoru – 2024[1][2][3][4]